# Jacob de Gassion
 (août 2025).
Si vous disposez d'ouvrages ou d'articles de référence ou si vous connaissez des sites web de qualité traitant du thème abordé ici, merci de compléter l'article en donnant les références utiles à sa vérifiabilité et en les liant à la section « Notes et références ».
Pour les articles homonymes, voir Gassion.
Œuvres principales
Quan lo prinptemps en rauba pingorlada
Compléments
Ce célèbre sonnet fut repris, entre autres, dans la selection de textes de la Grammaire béarnaise de Vastin Lespy et mis en musique par Marcel Amont
Jacob de Gassion (1578-1635 ; en norme classique : Jacòb de Gassion) est un écrivain de langue d'oc et un médecin béarnais, oncle du maréchal de France Jean de Gassion et président du parlement de Navarre siégeant à Pau. 
Il est l'auteur de 3 sonnets connus en béarnais ; le plus célèbre, adapté de Pierre de Ronsard, a été mis en musique par le chanteur Marcel Amont :
Quan lo primtemps en rauba pingorlada
A hèit passar l'escosor deus grans hreds,
Lo cabiròu per bonds e garimbets,
Sauteriqueja au mietan de la prada.
Au bèth esguit de l'auba ensafranada
Prenent la fresca au long deus arrivets,
Miralhà's va dens l'aiga argentada,
Puish suu tucòu hè cent arricoquets...
Deus cans corrents cranh chic la clapiteja ;
E se tien sauv ... Mes, entant qui holeja,
L'arquebusèr lo da lo còp mortau !
Atau viví sens tristessa ni mieja,
Quan un bèth uelh m'anà har per enveja,
Au miei deu còr, bèra plaga lejau.